# Духи хмарочоса
«Духи хмарочоса» (англ. Skyscraper Souls) — американська мелодрама режисера Едгара Селвіна 1932 року.

## Сюжет
Підприємець не дозволить нічому встати на шляху придбання 100-поверхової адміністративної будівлі.

## У ролях
- Воррен Вільям — Девід Двайт
- Морін О'Салліван — Лінн
- Грегорі Ратофф — Вінмонт
- Аніта Пейдж — Дженні
- Веррі Тісдейл — Сара
- Норман Фостер — Том
- Джордж Барбьє — Нортон
- Джин Гершолт — Джейк
- Воллес Форд — Слім
- Гедда Гоппер — Елла Двайт
- Гелен Коберн — Міра
- Джон Марстон — Білл